# Bataille de Raqqa (2013)
Pour les articles homonymes, voir bataille de Raqqa.
Guerre civile syrienne
Batailles
La bataille de Raqqa a lieu du 2 au 6 mars 2013 pendant la guerre civile syrienne. Elle oppose les rebelles aux forces armées syriennes pour le contrôle de la ville de Raqqa.

## Forces en présence

Carte de la progression des rebelles dans le gouvernorat de Raqqa de janvier à mars 2013.
Contrôlé par le gouvernement syrien et ses alliés
Contrôlé par les rebelles

L'offensive est menée principalement par Ahrar al-Cham, qui est alors le plus puissant groupe rebelle de la région, par le Front al-Nosra, qui joue un rôle plus marginal, par le Jabhat al-Wahida wa'l Tahrir al-Islamiyya, une formation salafiste, et par plusieurs groupes rassemblés au sein d'une alliance locale appelée le Front de libération de Raqqa, au sein duquel figurent notamment la Brigade al-Farouq, la Brigade Ahfad al-Rassoul, la Brigade des révolutionnaires de Raqqa et le Liwa al-Muntasir Billah, affiliés à l'Armée syrienne libre,,.

## Déroulement

Carte de l'offensive rebelle sur Raqqa.
Contrôlé par le gouvernement syrien et ses alliés
Contrôlé par les rebelles

La bataille débute le 2 mars lorsque les forces rebelles attaquent la ville par le nord,. Dès le 4 mars, la ville tombe presque entièrement entre leurs mains et des dizaines de manifestants en liesse abattent la statue en bronze de l'ancien président Hafez el-Assad,. 
La nuit du 4 au 5 mars, des combats ont encore lieu autour du siège du gouvernorat de la province de Raqqa. Le bâtiment est pris et le gouverneur, Hassan Jalali, est fait prisonnier, ainsi que Souleiman al-Souleiman, le secrétaire-général local du Parti Baas,,. Le 5 mars, les affrontements se poursuivent pour le contrôle de deux bâtiments du régime : le siège du renseignement militaire et le siège de la sécurité de l'État,. Mais les soldats loyalistes, encerclés, finissent par se rendre. Les rebelles déclarent que la ville est presque entièrement sous leur contrôle.
L'armée de l'air gouvernementale mène des frappes aériennes sur Raqqa le 5 et 6 mars ; 39 personnes sont tuées, dont 17 en un seul raid mené sur une place de la ville,. Le 10 mars, 14 personnes sont encore tuées par des frappes aériennes.
Les dernières poches de résistance loyalistes tombent le 6 mars, Raqqa devient alors la première capitale d'un gouvernorat à passer entièrement sous le contrôle des rebelles.
Le régime syrien conserve cependant le contrôle de la base militaire de la division 17, située au nord de la ville. À l'exception de cette base et de l'aéroport de Tabqa, tout le gouvernorat de Raqqa est alors aux mains des rebelles.

## Pertes
Le 2 mars, l'Observatoire syrien des droits de l'homme (OSDH) affirme que les combats ont fait des dizaines de morts dans les deux camps, mais sans pouvoir donner de bilan précis. Le 5 mars, il déclare que la bataille a fait plus de 100 morts en deux jours. Il indique également que plus de 300 soldats du régime ont été faits prisonniers par les rebelles. 